# La Chapelle-Baloue
La Chapelle-Baloue é uma comuna francesa na região administrativa da Nova Aquitânia, no departamento de Creuse. Estende-se por uma área de 8,68 km². Em 2010 a comuna tinha 133 habitantes (densidade: 15,3 hab./km²).